# Crispin Beltran

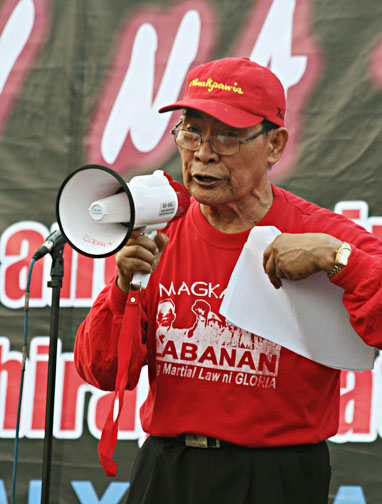
Crispin Beltran (2007)

Crispin Bertiz Beltran (auch bekannt als Ka Bel; * 7. Januar 1933 in Bacacay, Albay; † 20. Mai 2008 in Manila) war ein linker philippinischer Politiker, Arbeiterführer und scharfer Kritiker der seit 2001 regierenden philippinischen Präsidentin Gloria Macapagal-Arroyo. Seine umstrittene Inhaftierung im Jahr 2006 und die damit einhergehende Anklage wegen Anstiftung zum Aufruhr und Rebellion erregten internationale Aufmerksamkeit.
Als Vorsitzender der Arbeiterbewegung und des nationalen Gewerkschaftsbunds Kilusang Mayo Uno (KMU) und als langjähriges Mitglied des Repräsentantenhauses gilt Beltran als eine zentrale Figur der jüngeren philippinischen Geschichte.

## Leben

### Ausbildung und Privatleben
Beltran besuchte bis 1949 die Grundschule Bacacay Elementary School, anschließend ging er auf die Sekundarschule Albay High School, die er 1953 abschloss. Zunächst arbeitete er unter anderem als Hausmeister, Bote, Busfahrer und später als Taxifahrer. In dieser Funktion lernte er im November 1956 die 15-Jährige Rosario ‚Ka Osang‘ Soto kennen, die er später heiratete und mit der er elf Kinder hatte. Nebenbei absolvierte er sein Studium an der University of the Philippines (Asian Labor Education Center).
Beltran gehörte der Unabhängigen Philippinischen Kirche (Iglesia Filipina Independiente) an.

### Politisches Engagement
Während der japanischen Besatzung leistete Crispin Beltran freiwillige Arbeit als Kurier der philippinischen Guerillagruppen, die den Widerstand gegen die japanische Besatzung organisierten. Später als Politiker setzte er sich für die Achtung der nationalen Souveränität und gegen fremde Interventionen ein. Diese Haltung begründet unter anderem seine Ablehnung des Irakkriegs.
Im Alter von zwanzig Jahren beteiligte Beltran sich an einem Streik, um gegen ungerechte Arbeitsverhältnisse zu demonstrieren. Das Eingreifen der Polizei in den Streik forderte das Leben dreier Demonstranten. Beltran engagierte sich fortan in der Yellow Taxi Driver's Union und der Amalgamated Taxi Drivers Federation, deren Präsident er von 1955 bis 1963 war. Des Weiteren diente Beltran als Vizeadministrator der Confederation of Labor Union of the Philippines (CLP) und als Vizepräsident der Philippine Alliance of Nationalist Organizations in den Jahren 1963 bis 1972. Um den Widerstand gegen das Regime des Diktators Ferdinand Marcos zu organisieren und voranzutreiben, wurde im Jahr 1980 die Arbeiterbewegung Kilusang Mayo Uno gegründet, in der sich Beltran engagierte. Die Mitgliederzahl der Organisation verfünffachte sich im Laufe der 1980er Jahre von 100 000 auf 500 000 Mitglieder.
Im August 1982 intensivierte Ferdinand Marcos das Durchgreifen gegen Oppositionelle, was zur Verhaftung Beltrans im Hauptquartier der Philippine National Police (PNP) Camp Crame in Quezon City und zahlreicher Mitstreiter führte. Im November 1984 gelang ihm die Flucht. Die Folgezeit war von tiefgreifenden politischen Veränderungen geprägt: Am 25. Februar 1986 flüchtete Marcos angesichts wachsender Unruhen, die sich auch auf das Militär ausweiteten, ins Exil nach Hawaii. Corazon Aquino, die das Präsidentenamt noch am Abend der Flucht Marcos übernahm, forderte die Entlassung aller politischen Gefangenen. Als Ka Rolando Olalia, Präsident der Kilusang Mayo Uno, 1987 ermordet wurde, übernahm Beltran die Präsidentschaft der Organisation. Von 1993 bis 1999 fungierte Beltran als Vorsitzender der Bagong Alyansang Makabayan (BAYAN).
Beltran beteiligte sich im Jahr 2000 an Demonstrationen gegen den Präsidenten Joseph Estrada, die mit Rücktrittsforderungen verbunden waren. In diesem Zusammenhang sagte Beltran: Wenn das Parlament Estrada nicht absetzt, wird das Volk ihn und seine verkommende Regierung verjagen. Wir werden so lange demonstrieren, bis Estrada zurückgetreten ist. Estrada war nach seiner Vizepräsidentschaft unter Fidel Ramos seit 1998 im Präsidentenamt. Am 20. Januar 2001 wurde er abgesetzt und an seine Stelle trat die bisherige Vizepräsidentin Arroyo.
Im Jahr 2001 trat Beltran auf der Parteiliste der Partei Bayan Muna (Das Volk zuerst) als zweiter Kandidat zur Wahl des Repräsentantenhauses an und erhielt dort einen Sitz. Die zweite Amtszeit in Folge seiner Wiederwahl begann 2004, seine dritte als Mitglied der Partei Anak Pawis (Kinder des Schweißes, Arbeitende/Werktätige Massen) im Jahr 2007. Damit war er dem 12., 13. und 14. Kongress zugehörig.
Im 12. Kongress war er unter anderem Mitglied folgender Komitees: Civil, Political and Human Rights (zivile, politische Rechte und Menschenrechte), Energy (Energie), Housing and Urban Development (Stadtplanung), Labor and Employment (Arbeit und Beschäftigung), People’s Participation (Mitbestimmung), Suffrage and Electoral Reforms (Wahlrecht und Wahlreformen) und Transportation and Communications (Transport und Kommunikation). Im 13. Kongress führte er das Amt des Vizevorsitzenden des Komitees für Arbeit und Beschäftigung (Labor and Employment) und war zudem Mitglied der Komitees Constitutional Amendments (Verfassungsänderungen), Energy, Poverty Alleviation (Armutsbekämpfung) und People’s Participation.
Die Bekämpfung der New People’s Army, der Guerillaorganisation der Partido Komunista ng Pilipinas (deutsch: Kommunistische Partei der Philippinen), unter Anwendung militärischer Gewalt lehnte Beltran ab. Stattdessen plädierte er dafür, Friedensgespräche zu führen und die in dem Fall gesparten Gelder für soziale Strukturen einzusetzen.

### Anklage wegen Anstiftung zum Aufruhr und Rebellion im Jahr 2006
Im Laufe eines in Regierungskreisen vermuteten Putschversuches am 24. Februar 2006 rief die Präsidentin Gloria Macapagal Arroyo den Notstand aus, sodass die Verfassung der Philippinen teilweise außer Kraft gesetzt wurde. Am 25. Februar nahm die Polizei Crispin Beltran unter Berufung auf einen Haftbefehl, der von Ferdinand Marcos im Jahr 1986 unterzeichnet wurde, wegen Volksverhetzung und Anstiftung zum Aufruhr neben weiteren linksgerichteten Abgeordneten in Untersuchungshaft. Zudem stand er unter Verdacht, an der Planung eines Umsturzes durch das Militär beteiligt gewesen zu sein. In der Folge kam es zu Straßenprotesten, die von der Polizei zum Teil gewaltsam unterdrückt wurden. So wurden unter anderem zwei Mitglieder des Verbandes Nationaler Wahrer Gewerkschaftsorganisationen (ANGLO-KMU), die sich Zugang zu Beltran verschaffen wollten, festgenommen. Um den Protesten entgegenzuwirken, wurde daraufhin ein Versammlungsverbot erlassen.
Zudem wurde Beltran mit Äußerungen belastet, die er auf der Veranstaltung People's Power getätigt haben soll, in deren Rahmen Forderungen nach einem Rücktritt der Präsidentin und nach Enteignungen laut geworden seien. Beltran konterte, er habe auf der Veranstaltung keine Rede gehalten. Außerdem schütze ihn grundsätzlich die Abgeordneten-Immunität. Der Staatsanwalt Emmanuel Velasco rechtfertigte das Vorgehen mit dem Argument, dass die Anschuldigungen eine Haftstrafe von mehr als sechs Jahren nach sich ziehen könnten, sodass die Abgeordneten-Immunität nicht greife.
In Folge seiner Verhaftung starteten internationale Kampagnen, welche die sofortige Freilassung Beltrans forderten. Im Rahmen der Gruppe Free Ka Bel Movement formierten sich lokale Zweige in Southern Tagalog, Davao und Cebu sowie internationale Zweige in Hongkong, Japan, den USA, Kanada, Australien und der Schweiz. Des Weiteren fand die Forderung nach Beltrans Freilassung Unterstützung von zahlreichen Politikern, unter anderem aus den Niederlanden, Kambodscha, Myanmar, Neuseeland, Belgien, Chile, dem Vereinigten Königreich, Kanada, Australien, dem Europäischen Parlament, der Schweiz, Dänemark und dem Flämischen Parlament. Zu den Unterstützern zählte auch der Abgeordnete Keith Locke der grünen neuseeländischen Partei Green Party of Aotearoa New Zealand.
Der Kolumnist Amando Doronila schrieb am 21. Juni 2006 in der Tageszeitung Philippine Daily Inquirer:
Oplan Bantay Laya zielt eindeutig auf die Dezimierung der nichtmilitärischen Segmente der kommunistischen Bewegung. Dieser Plan ist nicht etwa dazu ausersehen, der NPA [New People’s Army] im offenen Kampf auf dem Schlachtfeld entgegenzutreten. Dieser Plan sieht vielmehr das Abschlachten wehrloser Nichtkombattanten vor. Es ist dies deshalb ein verabscheuenswürdiger Plan, weil er sich gezielt gegen Zivilisten richtet, um eigene Verluste im Militär und in der Polizei so gering wie möglich zu halten. Oberstes Ziel dieser Strategie ist es, legale Organisationen zu ›neutralisieren‹. Dies erklärt, warum die Opfer der vergangenen fünf Jahre unbewaffnete Mitglieder der Linken waren.
Die Menschenrechtsorganisation Amnesty International urteilte in ihrem Bericht Philippinen – Politische Morde, Menschenrechte und der Friedensprozess vom 15. August 2006:
Die Ereignisse während des Ausnahmezustands haben auch Besorgnisse über politische Motivationen hinter vermutlich ausgewählten Verhaftungen und Anklageerhebungen insbesondere gegen linke Verdächtigte hervorgerufen. Die Natur der Anklagen und die Art, in der sie vorgebracht wurden, haben fortgesetzte Befürchtungen verstärkt, dass diese Verhaftungen willkürliche Gefangennahmen darstellten, die auf einer beliebigen Heranziehung unfundierter Beschuldigungen beruhten, und eine Erosion des Rechts der Verdächtigten auf ein angemessenes Verfahren und einen fairen Prozess anzeigten. Die Verhaftung und Inhaftierung des Kongressabgeordneten Crispin Beltran von Anakpawis hat ein Schlaglicht auf diese Besorgnisse geworfen.
Die Verhaftung veranlasste auch die Vorgänger von Gloria Macapagal-Arroyo im Präsidentenamt zu Stellungnahmen. Fidel Ramos, der dieses Amt in den Jahren 1992 bis 1998 innehatte, zeigte sich angesichts der Maßnahmen Arroyos bestürzt und entsetzt. Die Präsidentin von 1986 bis 1992, Corazon Aquino, ebenfalls eine Kritikerin Arroyos, verglich die Verhängung des Ausnahmezustandes mit dem Führungsstil des ehemaligen philippinischen Diktators Ferdinand Marcos.
Beltrans Arrest, den er aufgrund von Herzproblemen im Philippine Heart Center verbringen musste, endete im Juni 2007 mit einem Freispruch durch den Obersten Gerichtshof der Philippinen. Am 4. Januar 2008 brachte Beltran eine Resolution, die House Resolution 299, auf den Weg, die mit der Forderung an die Komitees Civil, Political and Human Rights und Labor and Employment verbunden war, der Verfolgung von Gewerkschaftern und Arbeiterführern nachzugehen. Er prangerte in dem Zusammenhang die Ermordung, Entführung, Überwachung, Belästigung und Einschüchterung von Gewerkschaftern an. Dabei stützte er sich auf ein Gutachten des Internationalen Gewerkschaftsbundes bezüglich der Verfolgung von Gewerkschaftern für 2007. Dieses hatte gezeigt, dass 33 der weltweit 144 Morden an Gewerkschaftern auf den Philippinen zu verzeichnen sind. Zudem berichtete das Gutachten von über 800 Fällen, in denen Gewalt an philippinischen Gewerkschaftern ausgeübt wurde.

### Tod am 20. Mai 2008
Crispin Beltran starb am 20. Mai 2008 im Alter von 75 Jahren nach einem Sturz aus ca. 4 Metern Höhe vom Dach seines Hauses in San Jose del Monte City in der Provinz Bulacan, das er reparieren wollte. Bei dem Sturz zog er sich schwere Verletzungen zu, denen er noch am gleichen Tag erlag: Um 11 Uhr 48 erklärten ihn Ärzte im Krankenhaus der Far Eastern University für tot. Beltran wurde von seiner Ehefrau Rosario überlebt, die kurz nach seinem Tod in der Öffentlichkeit erklärte, dass der Kampf der philippinischen Arbeiter weiterhin fortgesetzt werde (The fight of the Filipino worker goes on. The struggle continues). Neben seiner Ehefrau ließ Beltran seine elf Kinder, 29 Enkelkinder sowie fünf Urenkelkinder zurück.
Er war bis zu seinem Tod als Mitglied des Repräsentantenhauses tätig; sein Platz im 14. Kongress wurde von Raphael V. Mariano übernommen. Von seinen Mitstreitern wurde er mit der Bezeichnung Grand Old Man of Philippine labor geehrt. Der Malacañang-Palast, die offizielle Residenz des philippinischen Präsidenten, ließ durch den Sprecher Anthony Golez erklären, dass Beltran einer der geachtetsten Arbeiterführer des Landes gewesen sei (We mourn the untimely demise of one of the most respected labor leaders in the country, Representative Crispin Beltran).
Die türkische Partei Marksist Leninist Komünist Parti (MLKP), die auf der Terrorliste des Präsidiums zur Terrorbekämpfung und Operation in der Türkei aufgeführt ist, lobte in der Erklärung Die Völker von Kolumbien und den Philippinen werden siegen! des internationalen Büros der Partei seinen ununterbrochenen Kampf in den Reihen der Arbeiter und Werktätigen.